# European Publishers Council
Im European Publishers Council (EPC; Europäischer Verlegerrat) treffen sich seit 1991 die Geschäftsführer großer europäischer, transnationaler Medienkonzerne. Ziele sind das Entwickeln langfristiger wirtschaftsfreundlicher Strategien und die Organisation von Treffen mit Mitgliedern der europäischen Kommission und des Parlaments um die Richtung des Integrationsprozesses innerhalb der EU zu gestalten.
Unter seinen 28 Vollmitgliedern sind Axel Springer SE, Financial Times, Reuters, Verlagsgruppe Georg von Holtzbrinck, Gruner + Jahr, Ringier, u. a.
Der Sitz ist in Lissabon. Europe Analytica ist das Lobbyisten-Büro in Brüssel. Vorsitzender ist seit 2014 Christian Van Thillo.